# Le Faune
Pour les articles homonymes, voir Faune.
Le Faune est une sculpture du faussaire britannique Shaun Greenhalgh. Il a réussi à l'écouler comme une œuvre de Paul Gauguin. Cependant, à la suite de révélations sur son existence lors du procès de Greenhalgh en 2007, Le Faune est maintenant exposé comme un faux.

## Contexte
Du début au milieu des années 1990, Shaun Greenhalgh produisait principalement de fausses toiles peintes. Il a notamment vendu un Samuel Peploe, mais il a surtout réussi avec Thomas Morans,. Il décide cependant de s'attaquer à une sculpture.
Gauguin est nettement moins apprécié pour ses sculptures que pour ses peintures. Il est probable que Greenhalgh en était conscient et y voyait une opportunité d'écouler un faux plus facilement. Les faussaires se concentrent généralement sur les œuvres d'art à bas prix des grands artistes, car, même si c'est moins profitable, elles sont soumises à beaucoup moins d'expertises. De plus, Gauguin lui-même était peut-être intéressé par la production d'une sculpture de faune, ayant même dessiné une esquisse dans un carnet de croquis de 1887. Cependant, on ne sait toujours pas combien de sculptures en céramique Gauguin a réellement produites. Les estimations vont de 55 à 80. De ce nombre, 30 à 60 seraient perdues ou détruites.
Greenhalgh fait preuve d'habileté dans la réalisation de la sculpture de 47 cm de haut et fait en sorte de refléter fidèlement le travail de Gauguin.

## Vendu deux fois
En 1995, Le Faune est vendu par la firme Sotheby's pour 20 700 £. La famille Greenhalgh, complice de Shaun, avaient forgé une provenance autour d'Olive Greenhalgh (la mère de Shaun), en utilisant son nom de jeune fille Roscoe. Elle prétendait être une descendante de Roderic O'Conor, un ami de Gauguin qui aurait acheté la sculpture en 1917 et connu pour avoir acheté au moins une autre. Légitimer leur propriété par héritage était un stratagème typique des Greenhalgh, tout comme la falsification des documents qui accompagnaient le faux. Dans ce cas, Olive a produit une copie de la facture de vente.
Personne ne doutait de l'authenticité. En plus d'être bien accueilli par Sotheby's lui-même, Le Faune a été authentifié par l'Institut Wildenstein à Paris.
Les premiers acheteurs étaient les marchands d'art londoniens Howie et Pillar. Par la suite, l'Art Institute of Chicago mène ses propres recherches sur l'authenticité de l'objet et décide de l'acheter en 1997, pour une somme estimée à environ 125 000 $.
L'achat du Faune est vu comme un grand coup. En 2001, le conservateur de la sculpture de l'Art Institute, Ian Wardropper, déclare qu'il s'agissait de l'une des acquisitions les plus importantes des vingt dernières années. Le Faune a même été accepté par une spécialiste de la céramique de Gauguin, Anne-Birgitte Fonsmark (ca).
Le 21 septembre 2001, Le Faune fait partie d'une grande exposition, Van Gogh et Gauguin : l'atelier du Sud.

## Révélation
En 2007, Shaun Greenhalgh est condamné pour blanchiment d'argent, principalement pour la princesse Amarna, une fausse sculpture antique. Cependant, au cours du procès, la variété et le nombre de ses autres contrefaçons ont été largement soulignés.
En octobre 2007, Le Faune, finalement déclaré faux, est retiré de l'Art Institute où il était exposé en permanence dans sa collection post-impressionniste.

## Source
- Harry Bellet, Faussaires illustres, Paris, Actes Sud, 2018, 147 p. (ISBN 9782330113896), Chapitre 1.